# La Chapelle-Réanville

La Chapelle-Réanville este o comună în departamentul Eure, Franța. În 1 ianuarie 2018 avea o populație de 1.097 de locuitori.